# Långtjärnen (Ljusdals socken, Hälsingland, 685634-147811)
Långtjärnen är en sjö i Ljusdals kommun i Hälsingland och ingår i Ljusnans huvudavrinningsområde.